# Д’Алойсио, Ник
Ник Д’Ало́йсио (англ. Nick D'Aloisio; род. 2 ноября 1995) — английский программист и интернет-предприниматель. Известен как изобретатель Summly. Ник был признан самым молодым человеком (15 лет), который получил раунд венчурного капитала в технологиях от миллиардера. По состоянию на март 2013 года, Summly был продан Yahoo!, как сообщалось, за 30 миллионов долларов США, что делает его одним из самых молодых self-made-миллионеров в мире. Д’Алойсио был награждён премией «Новатор года» в Нью-Йорке на WSJ за его работу на Summly и на Yahoo!.